# Agluonėnai
Agluonėnai (deutsch Aglohnen) ist ein Dorf im litauischen Bezirk Klaipėda. Der Ort ist Zentrum des Amtsbezirks (Seniūnija) Agluonėnai und gehört zur Rajongemeinde Klaipėda.

## Lage
Agluonėnai liegt im Westen Litauens, im ehemaligen Memelland, an der Agluona (dt. Aglohne), einem linken Nebenfluss der Minija, etwa 18 Kilometer südöstlich des Gemeindesitzes Klaipėda. Sechs Kilometer südwestlich von Agluonėnai liegt die Stadt Priekulė.

## Ortsname
Der Name weist auf Wasser und Tannenwald. Prußisch „agla, aglo“ = Regenguss, Platzregen, Schauer, preußisch-litauisch „aglynas“ = der Tannenwald.

## Geschichte
Der Ort wurde vor 1540 gegründet. Seit 1874 war der Ort Sitz eines Amtsbezirks im Kreis Memel. Während der Zugehörigkeit zur
Litauischen Sozialistischen Sowjetrepublik war der Ort Sitz eines Umkreises (lit. apylinkė). Seit 1995 ist der Ort (wieder) Sitz eines Amtsbezirks. Als solcher bekam der Ort im Jahr 2013 ein Wappen.

### Einwohnerentwicklung

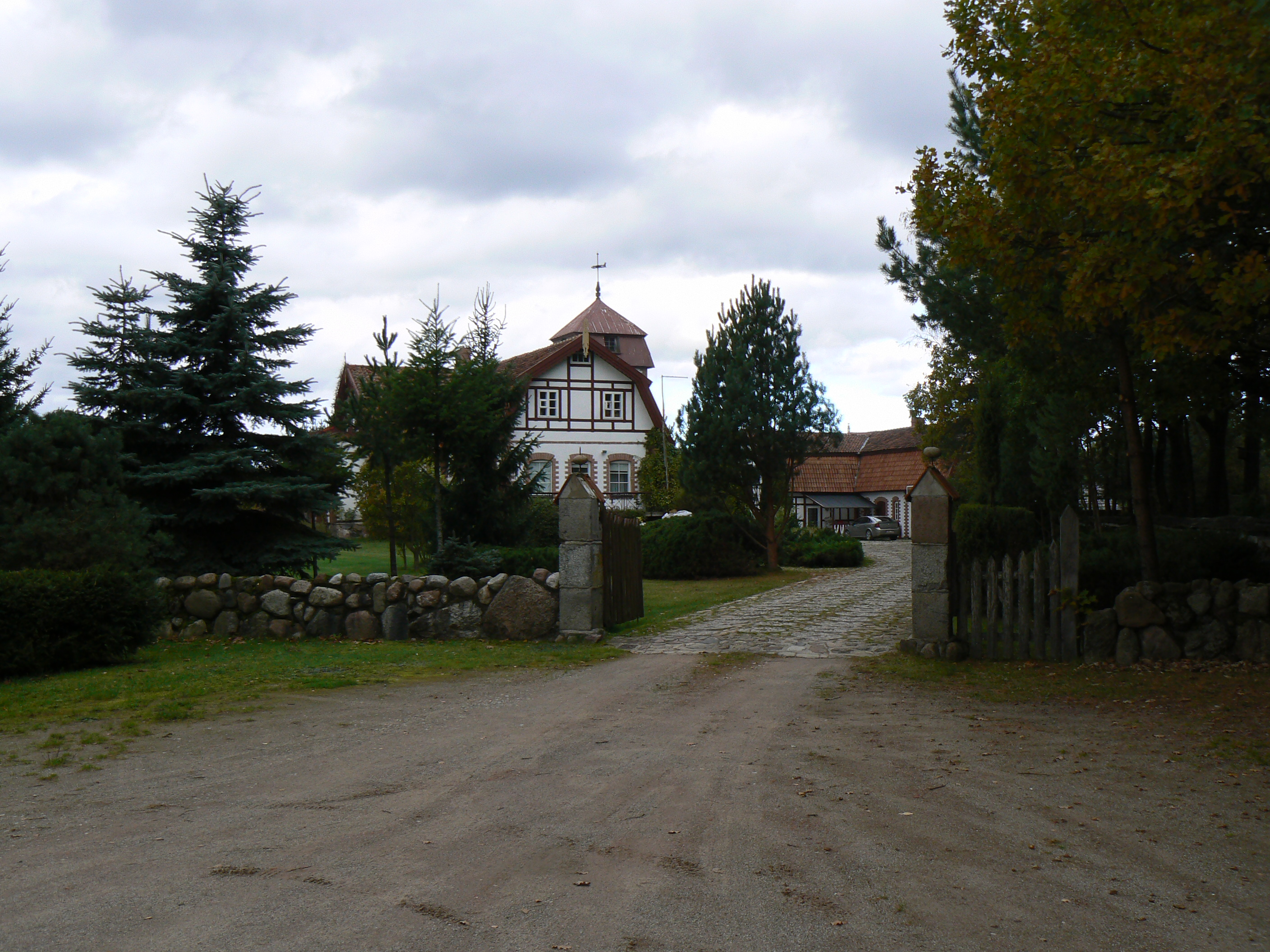
Ehemaliges Gutshaus bei Agluonėnai

| Jahr | Einwohner |
| ---- | --------- |
| 1885 | 110       |
| 1910 | 145       |
| 1959 | 099       |
| 1970 | 106       |
| 1979 | 258       |
| 1989 | 551       |
| 2001 | 653       |
| 2011 | 605       |

## Schule

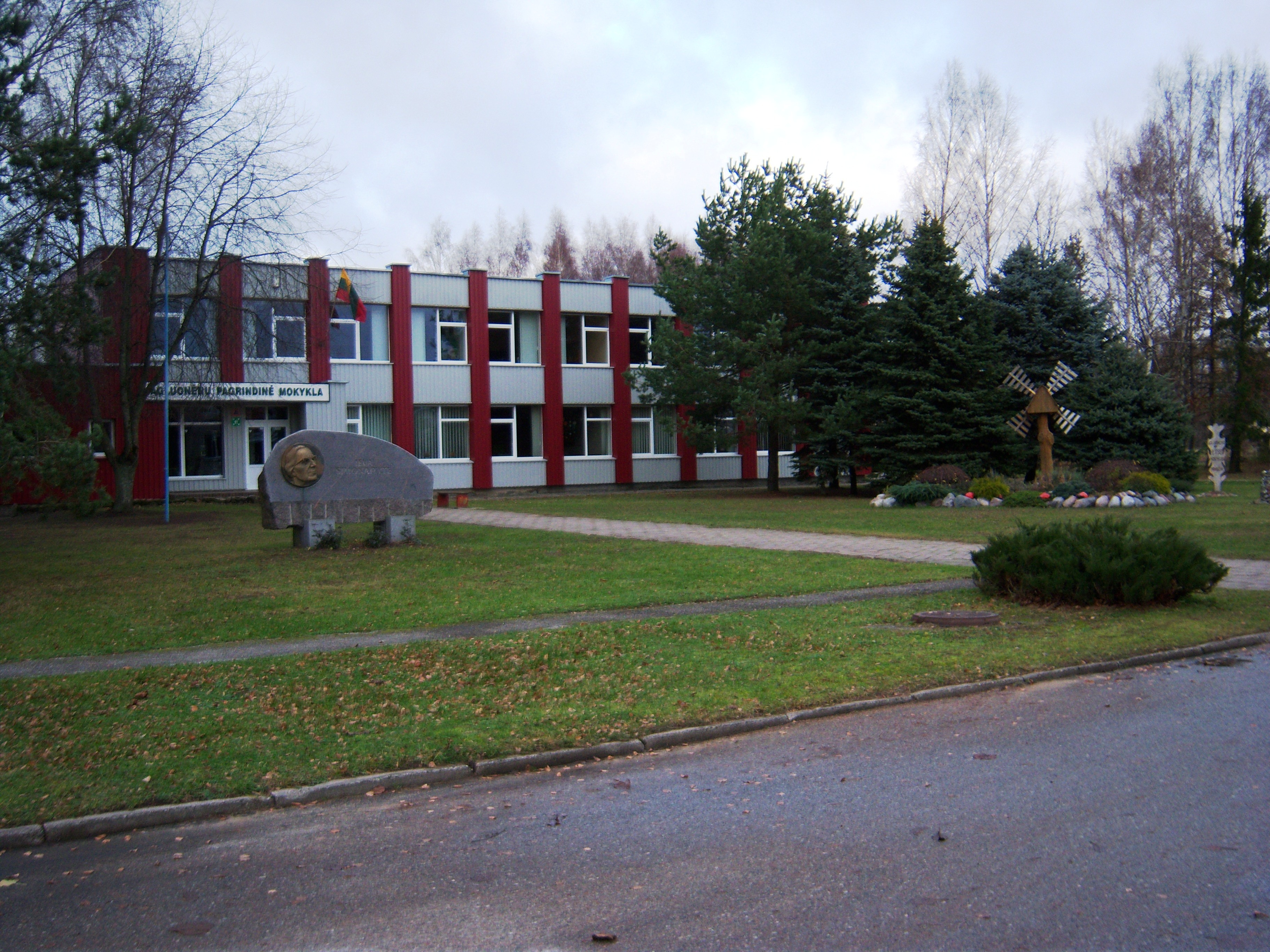
Hauptschule von Agluonėnai, mit einem Gedenkstein für die Schriftstellerin Ieva Simonaitytė

Die Schule wurde 1736 oder 1737 gegründet. Es handelte sich um einen Lehmbau mit Strohdach, in dem auch die Post und der Darlehnskassenverein untergebracht waren. 1911 brannte das Haus ab. Darauf wurde die Schule im Zollkontrolleurhaus des Nachbarorts Paaschken (lt. Poškos) untergebracht. Bis 1918 war die Schule zweiklassig, danach einklassig. 1925 wurde in Aglohnen ein Schulneubau fertiggestellt. Die jetzige Hauptschule wurde 1980 fertiggestellt.

## Kirche
Vor dem Zweiten Weltkrieg ging die evangelische Bevölkerung zur Kirche nach Wannaggen (lt. Vanagai), während die katholische Bevölkerung ihre Kirche in Memel hatte. Im Ort befindet sich ein alter gepflegter Friedhof.

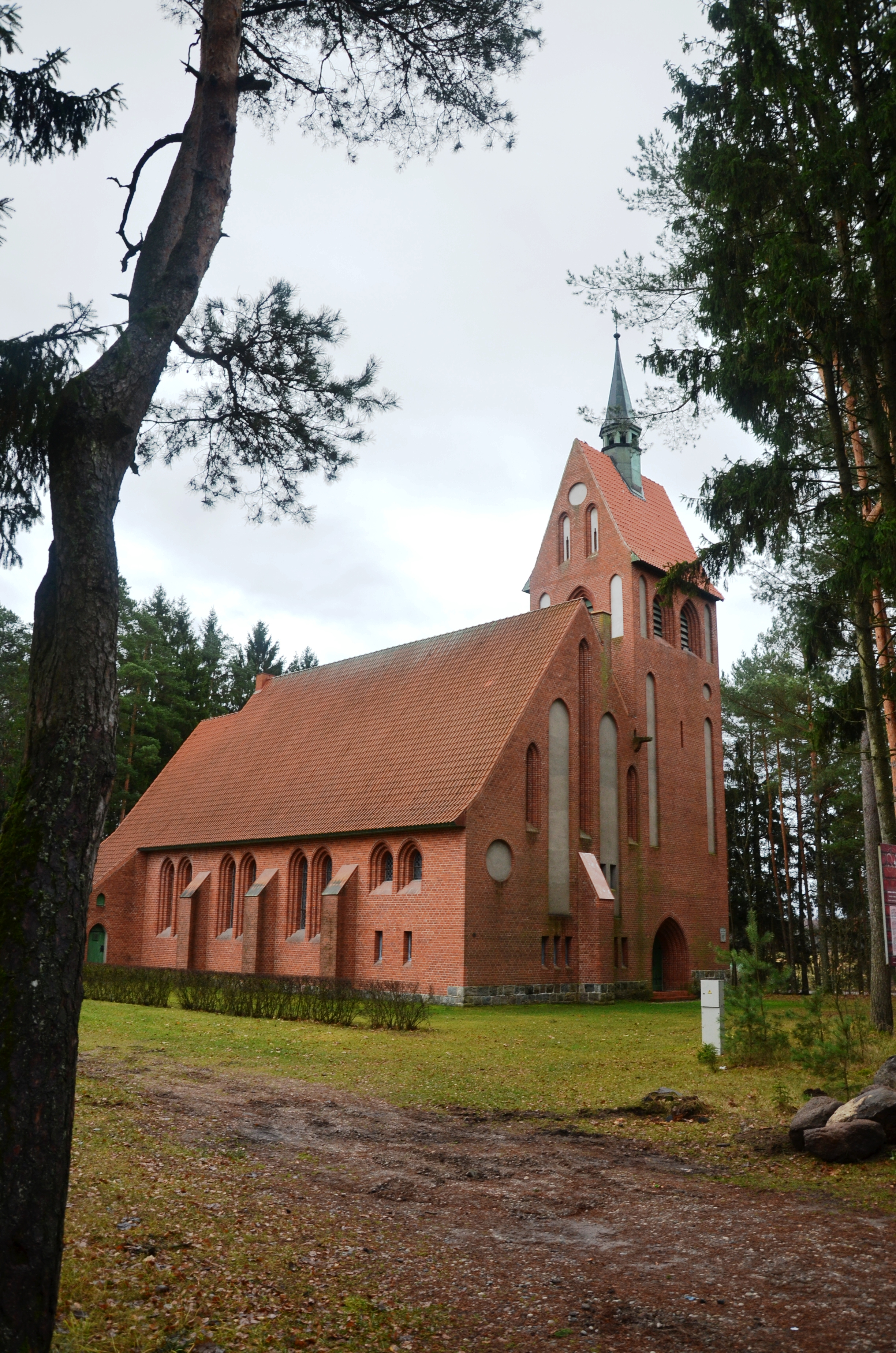
Evangelisch-lutherische Kirche in Vanagai, errichtet 1907 bis 1909

## Amtsbezirk Agluonėnai

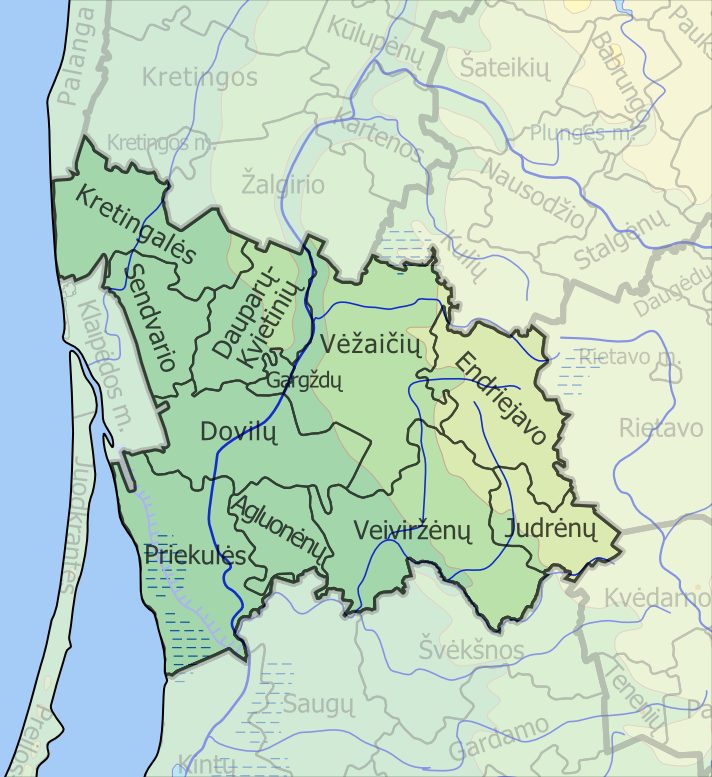
Amtsbezirk Agluonėnai im Süden der Rajongemeinde Klaipėda

Seit 1995 besteht die Agluonėnų seniūnija, die der Rajongemeinde Klaipėda zugeordnet ist. Zum Amtsbezirk gehören 12 Dörfer mit insgesamt 1.178 Einwohnern auf einer Fläche von 57 km² (Stand 2011). Der Amtsbezirk ist in die drei Unterbezirke (lit. Seniūnaitija) Agluonėnų seniūnaitija, Grobštų-Poškų seniūnaitija und Vanagų seniūnaitija eingeteilt.  Zum Amtsbezirk gehören:
| Ortsname   | deutscher Name | Unterbezirk     |
| ---------- | -------------- | --------------- |
| Agluonėnai | Aglohnen       | Agluonėnai      |
| Ažpurviai  | Aschpurwen     | Vanagai         |
| Dreižiai   | Dräßen         | Vanagai         |
| Griežiai   | Größen         | Vanagai         |
| Grobštai   | Grabsten       | Grobštai-Poškos |
| Juodikiai  | Jodicken       | Grobštai-Poškos |
| Kantvainai | Kantweinen     | Agluonėnai      |
| Kojeliai   | Kojellen       | Grobštai-Poškos |
| Poškos     | Paaschken      | Grobštai-Poškos |
| Šaukliai   | Szaukeln       | Vanagai         |
| Vanagai    | Wannaggen      | Vanagai         |
| Žagarai    | Szaggern       | Vanagai         |

## Museum

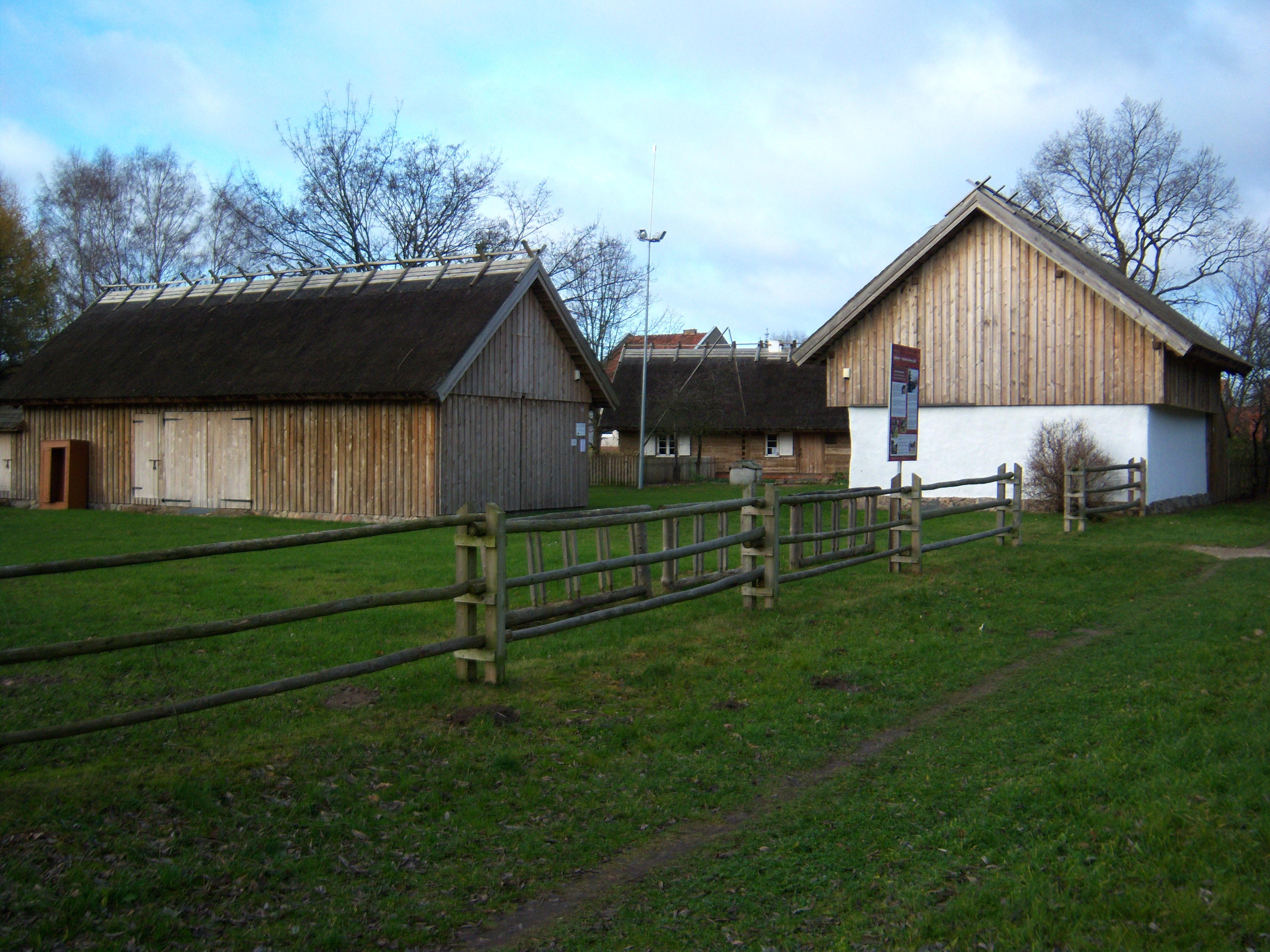
Museum Gehöft Agluonėnai

In Agluonėnai befindet sich das ethnographische Museum Gehöft Agluonėnai.